# Yulella
Yulella is een geslacht van hooiwagens uit de familie Triaenonychidae.
De wetenschappelijke naam Yulella is voor het eerst geldig gepubliceerd door Lawrence in 1939. 

## Soorten
Yulella is monotypisch en omvat slechts de volgende soort:
- Yulella natalensis